# Olympische Sommerspiele 1972/Rudern – Doppelzweier
Der Doppelzweier der Männer bei den Olympischen Sommerspielen 1972 wurde vom 27. August bis 2. September auf der Regattastrecke Oberschleißheim ausgetragen.

## Ergebnisse

### Vorläufe
Die Sieger eines jeden Laufes qualifizierten sich für das Halbfinale. Alle weiteren Boote mussten in den Hoffnungslauf.

#### Vorlauf 1
| Rang | Athleten                           | Nation         | Zeit (min) |
| ---- | ---------------------------------- | -------------- | ---------- |
| 1    | Tim Crooks Patrick Delafield       | Großbritannien | 6:57,70    |
| 2    | Joachim Böhmer Hans-Ulrich Schmied | DDR            | 7:07,94    |
| 3    | Albert Heyche Claude Dehombreux    | Belgien        | 7:16,69    |
| 4    | Jorge Imaz Ricardo Ibarra          | Argentinien    | 7:18,28    |
| 5    | Peter Barr John McNiven            | Kanada         | 7:21,69    |

#### Vorlauf 2
| Rang | Athleten                               | Nation             | Zeit (min) |
| ---- | -------------------------------------- | ------------------ | ---------- |
| 1    | Josef Straka Vladek Lacina             | Tschechoslowakei   | 6:56,82    |
| 2    | Hans Ruckstuhl Ueli Isler              | Schweiz            | 7:02,90    |
| 3    | Frank Hansen Svein Thøgersen           | Norwegen           | 7:03,65    |
| 4    | Thomas McKibbon John Van Blom          | Vereinigte Staaten | 7:08,91    |
| 5    | Roman Kowalewski Kazimierz Lewandowski | Polen              | 7:21,05    |

#### Vorlauf 3
| Rang | Athleten                                 | Nation         | Zeit (min) |
| ---- | ---------------------------------------- | -------------- | ---------- |
| 1    | Alexander Timoschinin Gennadi Korschikow | Sowjetunion    | 6:56,17    |
| 2    | Jan Bruyn Paul Veenemans                 | Niederlande    | 7:02,12    |
| 3    | Jochen Meißner Arthur Heyne              | BR Deutschland | 7:12,03    |
| 4    | Tsugio Itō Yoshio Minato                 | Japan          | 7:17,51    |
| 5    | Federico Scheffler Ricardo Scheffler     | Mexiko         | 7:43,87    |

#### Vorlauf 4
| Rang | Athleten                              | Nation     | Zeit (min) |
| ---- | ------------------------------------- | ---------- | ---------- |
| 1    | Niels Henry Secher Jørgen Engelbrecht | Dänemark   | 7:11,32    |
| 2    | Jean-Noël Ribot Roland Thibaut        | Frankreich | 7:16,50    |
| 3    | Manfred Krausbar Josef Puchinger      | Österreich | 7:29,13    |
| 4    | Carlos Oliveira Manuel Barroso        | Portugal   | 8:09,93    |

### Hoffnungslauf
Die zwei besten Boote eines jeden Laufes qualifizierten sich für das Halbfinale.

#### Hoffnungslauf 1
| Rang | Athleten                       | Nation             | Zeit (min) |
| ---- | ------------------------------ | ------------------ | ---------- |
| 1    | Jean-Noël Ribot Roland Thibaut | Frankreich         | 7:10,45    |
| 2    | Jochen Meißner Arthur Heyne    | BR Deutschland     | 7:11,55    |
| 3    | Thomas McKibbon John Van Blom  | Vereinigte Staaten | 7:19,63    |
| 4    | Peter Barr John McNiven        | Kanada             | 7:29,05    |

#### Hoffnungslauf 2
| Rang | Athleten                     | Nation      | Zeit (min) |
| ---- | ---------------------------- | ----------- | ---------- |
| 1    | Frank Hansen Svein Thøgersen | Norwegen    | 7:03,71    |
| 2    | Jan Bruyn Paul Veenemans     | Niederlande | 7:04,15    |
| 3    | Jorge Imaz Ricardo Ibarra    | Argentinien | 7:22,15    |

#### Hoffnungslauf 3
| Rang | Athleten                             | Nation   | Zeit (min) |
| ---- | ------------------------------------ | -------- | ---------- |
| 1    | Hans Ruckstuhl Ueli Isler            | Schweiz  | 7:14,70    |
| 2    | Albert Heyche Claude Dehombreux      | Belgien  | 7:17,58    |
| 3    | Federico Scheffler Ricardo Scheffler | Mexiko   | 7:40,11    |
| 4    | Carlos Oliveira Manuel Barroso       | Portugal | 7:44,25    |

#### Hoffnungslauf 4
| Rang | Athleten                               | Nation     | Zeit (min) |
| ---- | -------------------------------------- | ---------- | ---------- |
| 1    | Joachim Böhmer Hans-Ulrich Schmied     | DDR        | 7:00,54    |
| 2    | Roman Kowalewski Kazimierz Lewandowski | Polen      | 7:08,27    |
| 3    | Tsugio Itō Yoshio Minato               | Japan      | 7:09,73    |
| 4    | Manfred Krausbar Josef Puchinger       | Österreich | 7:16,16    |

### Halbfinale
Die drei besten Boote jedes Laufes qualifizierten sich für das A-Finale, die restlichen Boote starteten im B-Finale.

#### Halbfinale 1
| Rang | Athleten                           | Nation           | Zeit (min) |
| ---- | ---------------------------------- | ---------------- | ---------- |
| 1    | Joachim Böhmer Hans-Ulrich Schmied | DDR              | 7:29,13    |
| 2    | Tim Crooks Patrick Delafield       | Großbritannien   | 7:31,62    |
| 3    | Josef Straka Vladek Lacina         | Tschechoslowakei | 7:36,83    |
| 4    | Jan Bruyn Paul Veenemans           | Niederlande      | 7:40,77    |
| 5    | Hans Ruckstuhl Ueli Isler          | Schweiz          | 7:45,42    |
| 6    | Jochen Meißner Arthur Heyne        | BR Deutschland   | 7:46,21    |

#### Halbfinale 2
| Rang | Athleten                                 | Nation      | Zeit (min) |
| ---- | ---------------------------------------- | ----------- | ---------- |
| 1    | Niels Henry Secher Jørgen Engelbrecht    | Dänemark    | 7:31,32    |
| 2    | Alexander Timoschinin Gennadi Korschikow | Sowjetunion | 7:35,33    |
| 3    | Frank Hansen Svein Thøgersen             | Norwegen    | 7:35,82    |
| 4    | Jean-Noël Ribot Roland Thibaut           | Frankreich  | 7:47,68    |
| 5    | Albert Heyche Claude Dehombreux          | Belgien     | 7:55,00    |
| 6    | Roman Kowalewski Kazimierz Lewandowski   | Polen       | 7:59,52    |

### Finale

#### B-Finale
| Rang | Athleten                               | Nation         | Zeit (min) |
| ---- | -------------------------------------- | -------------- | ---------- |
| 7    | Jan Bruyn Paul Veenemans               | Niederlande    | 7:07,25    |
| 8    | Hans Ruckstuhl Ueli Isler              | Schweiz        | 7:08,22    |
| 9    | Albert Heyche Claude Dehombreux        | Belgien        | 7:10,03    |
| 10   | Jochen Meißner Arthur Heyne            | BR Deutschland | 7:11,74    |
| 11   | Jean-Noël Ribot Roland Thibaut         | Frankreich     | 7:14,21    |
| 12   | Roman Kowalewski Kazimierz Lewandowski | Polen          | 7:31,97    |

#### A-Finale
| Rang | Athleten                                 | Nation           | Zeit (min) |
| ---- | ---------------------------------------- | ---------------- | ---------- |
| 1    | Alexander Timoschinin Gennadi Korschikow | Sowjetunion      | 7:01,77    |
| 2    | Frank Hansen Svein Thøgersen             | Norwegen         | 7:02,58    |
| 3    | Joachim Böhmer Hans-Ulrich Schmied       | DDR              | 7:05,55    |
| 4    | Niels Henry Secher Jørgen Engelbrecht    | Dänemark         | 7:14,19    |
| 5    | Tim Crooks Patrick Delafield             | Großbritannien   | 7:16,29    |
| 6    | Josef Straka Vladek Lacina               | Tschechoslowakei | 7:17,60    |